# Andriej Arszawin
Andriej Siergiejewicz Arszawin (ros. Андрей Сергеевич Аршавин, ur. 29 maja 1981 w Leningradzie) – rosyjski piłkarz grający na pozycji napastnika lub bocznego pomocnika.

## Kariera klubowa
Arszawin urodził się w Leningradzie. Mając 9 lat zaczął uczęszczać do znanej szkółki piłkarskiej z tego miasta o nazwie Smena. Następnie rozpoczął treningi w Zenicie Petersburg, a w 1999 roku trafił do drużyny rezerw. W 2000 roku został przesunięty do pierwszego składu i wtedy też zadebiutował w barwach Zenitu w Premier Lidze. W 2001 roku był już zawodnikiem pierwszego składu i zaczął występować na prawym skrzydle. W kwietniowym spotkaniu z Fakiełem Woroneż (2:1) zdobył swojego pierwszego gola w lidze, a łącznie w całym sezonie zdobył ich 4 zajmując z Zenitem 3. miejsce. W 2002 roku uzyskał taki sam dorobek bramkowy oraz zadebiutował w Pucharze UEFA. W Premier Lidze Zenit zakończył sezon na 10. pozycji. W 2003 roku Arszawin został wicemistrzem Rosji, a także wywalczył swoje pierwsze trofeum – Puchar Ligi Rosyjskiej. W 2004 roku zajął z Zenitem 4. lokatę w lidze, a według gazety Soviet Sport został uznany Piłkarzem Roku. W 2005 roku swoimi 9 golami przyczynił się do 6. miejsca w lidze. W 2006 roku strzelił 7 bramek, a jego postawa została nagrodzona nagrodą dla Piłkarza Roku w Rosji. Zenit zakończył rok na 4. pozycji. W sezonie 2007 Arszawin grając w barwach Zenitu został mistrzem Rosji, wiosną 2008 sięgnął po Puchar UEFA oraz Superpuchar Rosji. W finałowym meczu pucharu UEFA przeciwko Rangers Arszawin został uznany za najlepszego gracza finału.
29 sierpnia 2008 wystąpił w wygranym meczu o Superpuchar Europy rozegrany w Monako, gdzie jego drużyna pokonała Manchester United 2:1. Andriej Arszawin wszedł w 46. minucie zmieniając Domingueza.
Na początku 2009 przeszedł z Zenitu do Arsenalu. 21 kwietnia 2009 zapisał się w historii nowego klubu jako pierwszy piłkarz, który strzelił cztery bramki w wyjazdowym meczu z Liverpoolem. W czerwcu 2013 wrócił do Zenitu Petersburg, z którym podpisał dwuletni kontrakt. W nowym klubie grał z numerem 23. Latem 2015 odszedł do Kubania Krasnodar, a w 2016 do Kajratu Ałmaty.
| Sezon     | Klub             | Kraj       | Rozgrywki       | Mecze | Bramki |
| --------- | ---------------- | ---------- | --------------- | ----- | ------ |
| 2000      | Zenit Petersburg | Rosja      | Priemjer-Liga   | 10    | 0      |
| 2001      | Zenit Petersburg | Rosja      | Priemjer-Liga   | 29    | 4      |
| 2002      | Zenit Petersburg | Rosja      | Priemjer-Liga   | 30    | 4      |
| 2003      | Zenit Petersburg | Rosja      | Priemjer-Liga   | 27    | 5      |
| 2004      | Zenit Petersburg | Rosja      | Priemjer-Liga   | 28    | 6      |
| 2005      | Zenit Petersburg | Rosja      | Priemjer-Liga   | 29    | 9      |
| 2006      | Zenit Petersburg | Rosja      | Priemjer-Liga   | 28    | 7      |
| 2007      | Zenit Petersburg | Rosja      | Priemjer-Liga   | 30    | 10     |
| 2008      | Zenit Petersburg | Rosja      | Priemjer-Liga   | 27    | 6      |
| 2008/2009 | Arsenal F.C.     | Anglia     | Premier League  | 12    | 6      |
| 2009/2010 | Arsenal F.C.     | Anglia     | Premier League  | 30    | 10     |
| 2010/2011 | Arsenal F.C.     | Anglia     | Premier League  | 37    | 6      |
| 2011/2012 | Arsenal F.C.     | Anglia     | Premier League  | 19    | 1      |
| 2012      | Zenit Petersburg | Rosja      | Priemjer-Liga   | 10    | 3      |
| 2012/2013 | Arsenal F.C.     | Anglia     | Premier League  | 7     | 0      |
| 2013/2014 | Zenit Petersburg | Rosja      | Priemjer-Liga   | 21    | 2      |
| 2014/2015 | Zenit Petersburg | Rosja      | Priemjer-Liga   | 14    | 1      |
| 2015/2016 | Kubań Krasnodar  | Rosja      | Priemjer-Liga   | 8     | 0      |
| 2016      | Kajrat Ałmaty    | Kazachstan | Priemjer Ligasy | 28    | 8      |
| 2017      | Kajrat Ałmaty    | Kazachstan | Priemjer Ligasy | 25    | 7      |
| 2018      | Kajrat Ałmaty    | Kazachstan | Priemjer Ligasy | 31    | 9      |

## Kariera reprezentacyjna

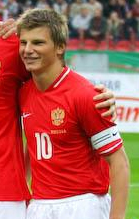
Arszawin w reprezentacji Rosji

W reprezentacji Rosji Arszawin zadebiutował 17 maja 2002 roku w zremisowanym 1:1 towarzyskim meczu z Białorusią. Z czasem stał się podstawowym zawodnikiem drużyny narodowej, a 24 marca 2007 w spotkaniu z Estonią (2:0), rozegranym w ramach eliminacji do Euro 2008, po raz pierwszy założył opaskę kapitańską.
Trener reprezentacji Rosji Guus Hiddink zdecydował zabrać się tego zawodnika na Euro 2008, mimo że z powodu zawieszenia nie mógł on zagrać w dwóch pierwszych spotkaniach. W swoim pierwszym meczu na Euro 2008, rozgrywanym przeciwko Szwecji (wygrana Rosji 2-0) Arszawin zdobył bramkę oraz został wybrany najlepszym zawodnikiem meczu. W ćwierćfinałowym spotkaniu Rosji z Holandią (wygrana Rosji 3-1) Arszawin zaliczył 2 asysty i strzelił jedną bramkę. Ponownie został wybrany piłkarzem meczu.

### Bramki w reprezentacji
| #   | Data                 | Miejsce                                      | Przeciwnik         | Bramka | Rezultat | Rozgrywki                         |
| --- | -------------------- | -------------------------------------------- | ------------------ | ------ | -------- | --------------------------------- |
| 1.  | 13 lutego 2003       | Stadion Tsirion, Limassol, Cypr              | Rumunia            | 3:1    | 4:2      | Towarzyski                        |
| 2.  | 9 października 2004  | Stade Josy Barthel, Luksemburg, Luksemburg   | Luksemburg         | 0:2    | 0:4      | Eliminacje Mistrzostw Świata 2006 |
| 3.  | 13 października 2004 | Estádio José Alvalade, Lizbona, Portugalia   | Portugalia         | 4:1    | 7:1      | Eliminacje Mistrzostw Świata 2006 |
| 4.  | 30 marca 2005        | A. Le Coq Arena, Tallinn, Estonia            | Estonia            | 0:1    | 1:1      | Eliminacje Mistrzostw Świata 2006 |
| 5.  | 4 czerwca 2005       | Stadion Pietrowski, Petersburg, Rosja        | Łotwa              | 1:0    | 2:0      | Eliminacje Mistrzostw Świata 2006 |
| 6.  | 8 czerwca 2005       | Borussia-Park, Mönchengladbach, Niemcy       | Niemcy             | 2:2    | 2:2      | Towarzyski                        |
| 7.  | 17 sierpnia 2005     | Stadion Skonto, Ryga, Łotwa                  | Łotwa              | 0:1    | 1:1      | Eliminacje Mistrzostw Świata 2006 |
| 8.  | 7 października 2006  | Stadion Dynamo, Moskwa, Rosja                | Izrael             | 1:1    | 1:1      | Eliminacje Euro 2008              |
| 9.  | 15 listopada 2006    | Stadion Miasta Skopje, Skopje, Macedonia     | Macedonia Północna | 0:2    | 0:2      | Eliminacje Euro 2008              |
| 10. | 9 sierpnia 2007      | Stadion Lokomotiwu, Moskwa, Rosja            | Macedonia Północna | 2:0    | 2:0      | Eliminacje Euro 2008              |
| 11. | 4 czerwca 2008       | Wacker Arena, Burghausen, Niemcy             | Litwa              | 2:1    | 4:1      | Towarzyski                        |
| 12. | 18 czerwca 2008      | Tivoli Neu, Innsbruck, Austria               | Szwecja            | 2:0    | 2:0      | Euro 2008                         |
| 13. | 21 czerwca 2008      | St. Jakob-Park, Bazylea, Szwajcaria          | Holandia           | 3:1    | 3:1      | Euro 2008                         |
| 14. | 11 października 2008 | Signal Iduna Park, Dortmund, Niemcy          | Niemcy             | 2:1    | 2:1      | Eliminacje Mistrzostw Świata 2010 |
| 15. | 15 października 2008 | Stadion Lokomotiwu, Moskwa, Rosja            | Finlandia          | 3:0    | 3:0      | Eliminacje Mistrzostw Świata 2010 |
| 16. | 14 października 2009 | Stadion Tofika Bachramowa, Baku, Azerbejdżan | Azerbejdżan        | 0:1    | 1:1      | Eliminacje Mistrzostw Świata 2010 |
| 17. | 29 lutego 2012       | Parken, Kopenhaga, Dania                     | Dania              | 0:2    | 0:2      | Towarzyski                        |

## Sukcesy sportowe

### Drużynowe
- 2000 – finalista Pucharu Intertoto
- 2001 – trzecie miejsce w lidze rosyjskiej
- 2003 – drugie miejsce w lidze rosyjskiej
- 2003 – zdobywca Pucharu Rosyjskiej Ligi
- 2007 – mistrz Rosji
- 2008 – zdobywca Superpucharu Rosji
- 2008 – zdobywca Pucharu UEFA w sezonie 2007/2008
- 2008 – brązowy medalista mistrzostw Europy w 2008 r.
- 2008 – zdobywca Superpucharu Europy 2007/2008

### Indywidualne
- 2006 – najlepszy zawodnik ligi rosyjskiej wg gazety Спорт-Экспресс
- 2007 – najlepszy piłkarz roku krajów bałtyckich i WNP („Gwiazda”) według Sport-Ekspres
- 2008 – uczestnik Sztafety Olimpijskiego Ognia w Petersburgu
- 2008 – najlepszy zawodnik finału Pucharu UEFA 2007/2008
- 2008 – najlepszy piłkarz roku krajów bałtyckich i WNP („Gwiazda”) według Sport-Ekspres
- 2009 – najlepszy piłkarz roku krajów bałtyckich i WNP („Gwiazda”) według Sport-Ekspres

## Działalność polityczna
Andriej Arszawin w 2007 roku startował w wyborach do władz lokalnych Petersburga z ramienia partii Jedna Rosja. Ostatecznie mandat zdobył, lecz później z niego zrezygnował.